# Austrotinodes chihuahua
Austrotinodes chihuahua là một loài Trichoptera trong họ Ecnomidae. Chúng phân bố ở miền Tân bắc.